# Arboria
Arboria é um jogo rogue-lite 3D de fantasia sombria desenvolvido pela Dreamplant e publicado pela All in! Games. O jogo foi lançado para Microsoft Windows em acesso antecipado no Steam em maio de 2020 com um lançamento completo planejado para 2021.

## Jogabilidade
Em Arboria, o jogador se torna um guerreiro Yotun. O objetivo é explorar as masmorras de Durnar e superar os inimigos para curar a árvore-pai, Yggr, e coletar um material chamado Veri para satisfazer Godz. O mundo do jogo é uma mistura de estética de fantasia sombria e misterioso maquinário tecnologicamente avançado, enquanto alguns elementos foram inspirados na mitologia nórdica.
Yotunz luta com uma variedade de armas simbióticas e usa bio-mutações para se tornar mais forte. Após a morte, o jogador assume o papel de um novo Yotun e pode usar a Veri previamente reunida para atualizar o guerreiro. Se a jogada anterior foi bem-sucedida, o novo personagem será mais forte; se não, ele pode receber características negativas.
O Durnar usa geração procedural, portanto toda vez que uma fase é jogada novamente, ela se torna diferente. A dificuldade aumenta à medida que o jogador avança por diferentes áreas e os mapas principais são separados por uma câmara especial, onde os jogadores podem atualizar seu guerreiro Yotun antes de avançar.

## Desenvolvimento
Arboria foi anunciado pela primeira vez em 2019 e tornou-se disponível em acesso antecipado no Steam em 2020. O lançamento completo está planejado para 2021.